# Anuchin (månekrater)
Anuchin er et nedslagskrater på Månen. Det befinder sig på den sydlige halvkugle på Månens bagside og er opkaldt efter den russiske antropolog, etnograf, arkæolog og geograf Dimitrij N. Anutjin (1843-1923).
Navnet blev officielt tildelt af den Internationale Astronomiske Union (IAU) i 1979. 

## Omgivelser
Krateret ligger syd for det større Lambkrater og nord-nordvest for Kuglerkrateret. 

## Karakteristika
Kanten af Anuchin står stadigvæk skarpt aftegnet, skønt den har været udsat for nedslidning fra senere nedslag.Satellitkrateret "Anuchin L" ligger tværs over den sydlige rand, men bortset herfra er den ydre væg ikke indskåret af betydning. Den indre kraterbund er næsten uden særlige kendetegn: Der er ingen central top i midten og kun få småkratere. Derimod har bunden ikke den mørkere farvetone, som findes, hvor et kraters indre har fået ny overflade efter lavastrømme.

## Satellitkratere
De kratere, som kaldes satellitter, er små kratere beliggende i eller nær hovedkrateret. Deres dannelse er sædvanligvis sket uafhængigt af dette, men de får samme navn som hovedkrateret med tilføjelse af et stort bogstav. På kort over Månen er det en konvention at identificere dem ved at placere dette bogstav på den side af satellitkraterets midte, som ligger nærmest hovedkrateret. Anuchinkrateret har følgende satellitkratere:
| Anuchin | Længde  | Bredde   | Diameter |
| ------- | ------- | -------- | -------- |
| B       | 46,7° S | 103,3° Ø | 24 km    |
| L       | 50,2° S | 101,7° Ø | 15 km    |
| N       | 51,6° S | 99,6° Ø  | 33 km    |
| Q       | 51,1° S | 98,3° Ø  | 50 km    |
| V       | 48,1° S | 99,6° Ø  | 15 km    |

## Måneatlas
- Billeder af Anuchinkrateret i LPI-måneatlasset